# رند سعد المشهداني
رند سعد المشهداني، لاعبة رماية قوس وسهم عراقية، ولدت في الشالجية بجانب الكرخ من بغداد في 11 آب 1994، وتسلسلها الثانية من بين خمسة من أفراد اسرتها، ووالدها سعد المشهداني هو رئيس الاتحاد العراقي للقوس والسهم، وزوجها أحد أبطال العراق بالقوس والسهم.

## الرياضة
تمثل حالياً نادي الشرطة الرياضي. أشرف على تدريبها في المنتخب الوطني العراقي النسوي كل من المدرب الكوري كيم جونك ثم المدرب الماليزي عثمان عبد الوهاب، وأعقبه المدرب الهندي لوكاش جاند وأخيراً المدرب الكوري سان بين مدرب منتخب تايلند.
شاركت في دورتين للألعاب الآسيوية في عامي 2010 و2014.
شاركت في الفعاليات الفردية في دورة الألعاب الأولمبية الصيفية لعام 2012، في أول مشاركة لها في الألعاب الأولمبية، وسجلت 498 نقطة وحلت في الترتيب 64 في مسابقة السيدات للقوس والسهم لمسافة 70 متراً.

## روابط خارجية
- رند سعد المشهداني على موقع أوليمبيديا (الإنجليزية)